# Année internationale des personnes handicapées
L'année 1981 a été déclarée « Année internationale des personnes handicapées » par la résolution 31/123 de l’Assemblée générale de l'Organisation des Nations unies en 1976, dont le thème était « pleine participation et égalité ». Il appelle comme le droit des personnes handicapées à bénéficier de conditions de vie semblables aux autres citoyens, participer à la vie et au développement de la société et profiter des progrès liés au développement socio-économique.

## Présentation
À cette occasion, elle a demandé un plan d’action aux niveaux régional, national et international visant à la prévention de l'infirmité, la réadaptation et l'égalisation des chances et il fut établi :
- la déclaration Sundberg[1] adoptée par l'UNESCO lors de la conférence mondiale d'action et de stratégie pour l'éducation, la prévention et l’intégration, Malaga (Espagne) , 2-7 novembre 1981[2];
- le programme d’action mondial concernant les personnes handicapées[3], adopté par l'Assemblée générale de Organisation des Nations unies à sa trente-septième session, par sa résolution 37/52 du 3 décembre 1982.